# 日医工
日医工株式会社（にちいこう、Nichi-Iko Pharmaceutical Company, Limited）は、富山県富山市に本社を置く日本の製薬会社。後発医薬品（ジェネリック医薬品）メーカーの国内最大手である。近年では先発医薬品も手掛ける。

## 概要
ジェネリック医薬品（後発医薬品）を主力とし、シェアでは沢井製薬に次いで日本国内2位、売上では、2008年に帝國製薬から後発医薬品子会社のテイコクメディックスを譲受することで、沢井製薬を上回り国内トップとなったが、2017年に沢井製薬が米国のジェネリック医薬品企業であるUpsher-Smith Laboratories, LLCを買収し、こちらも国内2位となった。なお、テイコクメディックスを含む3社は後の合併により日医工ファーマとなったが、2012年6月に同社を吸収合併した。
また、OTC医薬品（一般用医薬品）も扱っており、日本たばこ産業（JT）と吉富製薬（現在の田辺三菱製薬株式会社）の合弁会社であった「ライフィックス」の事業を引き継ぎ、2002年より扱いを始めた。それにより、いままでライフィックス社の扱いだった製品（風邪薬・エザック/胃腸薬・日医工A2胃腸薬（旧・「ライフィックス胃腸薬」）/ドリンク&ビタミン剤・ベッセン）が日医工に移管、同社の製品となって発売されたが、2007年7月に新新薬品工業へ事業譲渡された。
近年は、開発から年数が経過した先発医薬品の製造販売移管を受け、先発医薬品事業にも乗り出している。
2017年3月期から2019年3月期までは、世界市場への挑戦の準備段階として、3つの基本戦略「シェアUP」「供給能力」「開拓力」を実施してきた。
1. 「シェアUP」では、2018年3月にエーザイ株式会社と資本業務提携を締結。2019年4月にエルメッドエーザイ株式会社（現：エルメッド株式会社）を完全子会社化した[2]。
2. 「供給能力」では、富山第一工場に生産棟の「オベリスク棟」を2018年1月竣工。185億錠の供給体制の確立に目処をつけた。
3. 「開拓力」では、2019年期に13成分25薬品を新発売。さらに共和薬品工業株式会社による『エタネルセプトBS「日医工」』の製造販売承認の取得のほか、製品ラインアップの拡充をはかった。

2012年には富山市内で日医工スポーツアカデミーの施設命名権（ネーミングライツ）を取得するなど、地域のスポーツ、文化の支援にも取り組んでいた。
2020年、後発品の製造において不備が指摘され業務停止命令を受けた（後述）ことにより経営が急激に悪化。2022年5月に事業再生ADR（裁判外紛争解決手続き）の手続きに入ったが、その後、アメリカのセージェントグループ（2016年に買収して子会社化）の固定資産の評価において、多額の減損損失が発生することが明らかになった。
同年11月14日、日医工は9月中間連結決算で約356億円の債務超過に陥ったことを発表。支援企業として国内投資ファンドのジェイ・ウィル・パートナーズと医薬品卸のメディパルホールディングス陣営を選定、2023年3月に第三者割当増資を行い、その時点で現社長は退陣することとなった。株式市場では東京証券取引所に上場していた日医工は規定により上場廃止の見込みとなり、また、ジェイ・ウィル・パートナーズが運営する合同会社ジェイ・エス・ディーが、1株あたり36円でスクイーズアウトを行うと伝えられると株価は大幅に下落した。

## 沿革
- 1965年7月15日 - 田村四郎が日本医薬品工業株式会社設立。資本金150万円、初代代表取締役に田村松太郎。本社を富山市大泉一区中部1565-1に、同市針原中町に約322 m2の製剤工場を置く[9]。
- 1966年
  - 1月5日 - 本社を富山市針原中町350-11に移転[9]。
  - 9月20日 - 本社を京都府京都市東山区山科東野井上町14-27に移転[9]。当時関西方面の販売拠点であった京都市に本社を移したのは、医療用医薬品メーカーとしての存在をアピールするには「富山イコール売薬」というイメージを払拭する必要があるという販売戦略上であるのが理由である[10]。
- 1967年6月 - 富山市針原中町に富山工場竣工[9]。
- 1969年2月10日 - 取締役会で富山県滑川市への工場進出決定。同年8月、同市下梅沢に工場用地7,900 m2余りを取得し、造成開始[11]。
- 1970年6月22日 - 滑川第一工場（現・富山第一工場）が竣工し、同年7月に稼働開始[12]。
- 1972年8月31日 - 滑川工場の第2工場が竣工[13]。
- 1973年
  - 6月25日 - 本社ビル地鎮祭。同年7月5日着工[13]。
  - 11月25日 - 滑川第3工場建設着工[13]。
- 1974年
  - 5月11日 - 滑川工場の第3工場が竣工[14]。
  - 9月19日 - 富山日医工ビル（地下1階地上9階[15]〔地上8階とする資料もある[16]〕、総工費約5億円、敷地606m2、延床2,520m2[15]、高さ34m[16]）が完成。同年8月25日にオープン[15]。
  - 10月1日 - 登記上の本社を京都府京都市東山区山科から富山日医工ビルに移転[15]。
- 1976年9月1日 - 滑川工場の第4工場（抗生物質工場）が竣工[14]。
- 1980年
  - 2月29日 - 名古屋証券取引所に上場申請[17]。
  - 6月25日 - 大蔵省（現・財務省）から上場の認可が下りる[18]。
  - 7月1日 - 名古屋証券取引所市場第二部に上場[17]（後発医薬品企業としては日本初）。
  - 11月30日 - 滑川工場の第5工場が竣工[17]（鉄筋コンクリート3階建て延床面積6,032 m2[19]）。
- 1981年11月10日 - 大阪証券取引所市場第二部に重複上場[20]。
- 1982年
  - 4月1日 - 東京宝生製薬株式会社を買収し、東京医薬品工業株式会社と社名を改める[21]。
  - 5月 - 滑川工場敷地内に総合研究所着工[21]。
- 1983年3月 - 滑川工場の新総合研究所が竣工[21]。
- 1986年10月3日 - 福野工場竣工[22]。
- 1993年4月1日 - 完全週休2日制を導入[23]。
- 1994年4月8日 - 富山市総曲輪の第2本社ビルの地鎮祭[24]。
- 1995年7月15日 - 第2本社ビル竣工[25]（地上8階鉄筋コンクリート造延床面積2,490 m2[26]）。
- 2000年 - 小林薬学工業株式会社を子会社化。
- 2001年5月 - 日本たばこ産業株式会社（JT）とウェルファイド株式会社（現:田辺三菱製薬株式会社）の合弁会社だった「ライフィックス」を吸収合併。
- 2004年11月30日 - 同年9月に業務提携したマルコ製薬株式会社の特約店向け販売部門の営業権を譲り受ける[27]。
- 2005年
  - 4月1日 - マルコ製薬株式会社を連結子会社化[28]、日本ガレン株式会社を吸収合併[29]。
  - 6月1日 - 日医工株式会社に社名変更[30]。
  - 12月26日 - 株式会社メディセオ・パルタックホールディングス（現・株式会社メディパルホールディングス）の連結子会社であったオリエンタル薬品工業株式会社の株式67%を取得し連結子会社化[31]。
- 2006年11月1日 - 大阪証券取引所及び名古屋証券取引所市場第一部に指定替え。
- 2007年
  - 4月1日 - 簡易株式交換によりマルコ製薬株式会社を完全子会社化[32]。
  - 7月25日 - OTC医薬品事業を新新薬品工業株式会社へ譲渡。
  - 11月6日 - OTC医薬品事業を行っていた子会社の小林薬学工業株式会社を解散。
- 2008年
  - 6月2日 - 帝國製薬株式会社から同社の連結子会社だったテイコクメディックス株式会社の全株式を譲り受け、当社の完全子会社化。
  - 7月1日 - テイコクメディックス株式会社の特約店向け販売部門を事業譲受[33]。
- 2008年11月1日 - 簡易株式交換により、オリエンタル薬品工業株式会社を完全子会社化[34]。
- 2009年
  - 6月1日 - マルコ製薬株式会社がテイコクメディックス株式会社とオリエンタル薬品工業株式会社を吸収合併し、マルコ製薬株式会社は日医工ファーマ株式会社に商号変更[35]。
  - 6月11日 - 三谷産業株式会社との共同出資により、アクティブファーマ株式会社を設立[36]。
- 2010年
  - 5月28日 - サノフィ・アベンティスグループとの戦略的提携に合意し、当社とサノフィ・アベンティス株式会社の共同出資により、日医工サノフィ・アベンティス株式会社を設立[37]（2012年10月にサノフィ・アベンティス株式会社がサノフィ株式会社に商号変更したのに伴い、同社も日医工サノフィ株式会社に商号変更）。
  - 7月 - 日本女子プロゴルフ協会（LPGA）ツアーの新規トーナメントとして、「日医工女子オープンゴルフトーナメント」を開催[38]。
  - 12月1日 - 東京証券取引所第一部に上場[39]。
- 2011年
  - 9月1日 - 当社の営業情報部を子会社として独立し、株式会社日医工医業経営研究所を設立[40]。
  - 12月1日 - 名古屋証券取引所上場廃止。
  - 12月18日 - 大阪証券取引所上場廃止。
- 2012年
  - 3月14日 - ヤクハン製薬株式会社の株式の一部を譲受、同社を子会社化[41]。
  - 6月1日 - 子会社の日医工ファーマ株式会社を吸収合併し、同社の3工場（愛知工場・埼玉工場・山形工場）を自社工場化する[42]。
  - 10月1日 - 東京都中央区日本橋本町の住友不動産日本橋ビルに東京本社を設立し、既存の富山本社（会社法上の本店）との2本社制に移行[43]。
- 2013年
  - 3月22日 - ヤクハン製薬株式会社の残りの発行株式のすべてを取得し完全子会社化[44]。
  - 6月21日 - 『フェキソフェナジン塩酸塩錠「SANIK」』を発売。本品は、日本国内においてサノフィから『アレグラ』の特許権などの許諾を受けた製剤で、ジェネリック医薬品の中でも先発医薬品と同一の製剤である「オーソライズド・ジェネリック」と呼ばれるもので、日本国内では初となる[45][46]。
  - 12月 - 新包装形態として、欧米の薬局では一般的な箱出し調剤（調剤単位の包装を開封せずにそのまま患者へ調剤する方法）を進化させ、28錠単位でアルミ包装した『パッケージ調剤「日医工」』の発売を開始（2015年2月に意匠権を取得する）。
- 2014年4月1日 - アステラスファーマテック株式会社（アステラス製薬株式会社の製造子会社）から富士工場を同社からの会社分割によって継承し、当社子会社の日医工ファーマテック株式会社として事業を開始[47][48]。
- 2017年10月 - 日医工ファーマテック株式会社を吸収合併。
- 2018年3月28日 - エーザイと提携を結び、エーザイのジェネリック製造子会社だったエルメッドエーザイ株式会社（現：エルメッド株式会社）の株式を2019年4月までに段階的に取得し子会社化した[49][2]。
- 2021年
  - 武田テバファーマが、同社高山工場とそれに関連するジェネリック医薬品に関連する事業を日医工へ譲渡するために設立した「日医工岐阜工場株式会社（本社：富山市、工場：岐阜県高山市）」の全株式を取得して完全子会社化[50]。
  - 8月1日 - 日医工岐阜工場株式会社が製造販売承認を承継した製品について、名称の会社名に「NIG」を付すことを発表[51]。
- 2022年
  - 5月13日 - 事業再生ADR手続を申請[52]。
  - 11月 - 債務超過に陥ったことを公表した[53]。あわせて、ジェイ・ウィル・パートナーズとメディパルホールディングスが再建スポンサーとなって、両社が設立したジェイ・エス・ディーに対する第三者割当増資を実施、上場廃止しジェイ・エス・ディーの完全子会社となる予定も発表された。
  - 12月28日 - 事業再生ADR手続が成立。取引金融機関が債務免除及び返済条件の変更に同意[54]。
- 2023年
  - 2月28日 - セージェントグループの事業会社株式を譲渡[55]。
  - 3月8日 - ジェイ・エス・ディーに対する第三者割当増資を実施。ジェイ・エス・ディーが議決権所有割合で90.0%の株式を取得し親会社となる[56]。前年12月に取引金融機関が同意した債務免除の効力発生[57]。
  - 3月29日 - 東京証券取引所プライム市場上場廃止。
  - 3月31日 - 株式併合によりジェイ・エス・ディーの完全子会社となる[58]。
  - 8月1日 - 完全子会社だったヤクハン製薬を中北薬品に売却[59]。
- 2025年
  - 7月1日 - 同日発足した持株会社・アンドファーマの傘下となる[60]。

## 事案
2020年（令和2年）には、製品の自主回収が相次いで発出され、2020年度（4月1日から12月11日現在）では35医薬品（クラスII該当、承認規格または社内規格不適合、承認書にない工程を実施、試験の実態と手順に齟齬、書類不備など）に上った。
また同年には、同じく後発医薬品専門メーカーの小林化工が、抗真菌薬への睡眠導入剤誤混入により死亡を含む健康被害を出している。
後発医薬品はかつては「ゾロ薬」と呼ばれ「安かろう悪かろう」とされていた時代もあったが、業界を挙げて品質の向上と安定化に努めてきた。政府の医療費削減・薬価削減という方針の下で、厚生省（のち厚生労働省）主導による後発医薬品推進政策により、欧米に比べ普及が遅れていた日本においても後発医薬品が普及し「ジェネリック医薬品」という語が一般消費者にも浸透するに至った。
2020年は新型コロナウイルス感染症の世界的流行により医療現場が大きな影響を受けた年であったが、その最中において後発医薬品専門メーカーで立て続けに起きた事案は、さらなる混乱を招くとともに、後発医薬品への国民の信頼を大きく損なうものであった。
これらの事案に対し、日本ジェネリック医薬品・バイオシミラー学会（旧：日本ジェネリック医薬品学会）は、同年12月18日に「ジェネリック医薬品関連で発生している各種回収事案についての緊急声明文」を発表。その中で「ジェネリック医薬品の信頼を損ねる事案が相次いで発生したことに大きな失望を禁じ得ない」「少数の企業の不祥事により努力と信頼が崩れることは決して容認できない」と激しく非難するとともに、日医工と小林化工の2社に対し、事案内容の詳細な公表、第三者による調査団受け入れ、再発防止策の立案とその公表を、同学会として強く要望するに至った。
2021年1月13日、日医工はアムロジピン錠10mgなど38品目の自主回収（いずれもクラスII）を開始したと発表した。一部対象製品については、効果発現が遅延する可能性や有効性低下の懸念などがあるものの、いずれも重篤な健康被害が発生する恐れはないと考えられるとしている。
2021年3月3日、富山県は同社を医薬品、医療機器等の品質、有効性及び安全性の確保等に関する法律（医薬品医療機器法）に違反したとして、同社に業務停止命令を出した。対象と期間は、富山第一工場（滑川市）での製造業務が3月5日から32日間、同社の製造販売業務は同日から24日間である。2020年4月から2021年1月の間、同社が自主回収した製品数が多いことから管理態勢に問題があったと判断したとみられる。同社は同年2月25日付の公式サイトにおいて「引き続きジェネリック医薬品の信頼回復に向けた企業努力を継続し、安心と信頼をお届けするために取り組んでいく」（要旨）と発表している。
今回の一連の件については、2020年2月に富山県庁が抜き打ちで立ち入り調査を行なった際に発覚した。同社富山第一工場では少なくとも2011年ごろから出荷試験で不合格となった際、錠剤を取り換えて試験をやり直したり、錠剤を砕いて再加工したりして出荷するなど、厚生労働省から承認を受けたのとは異なる手順で作業した法令違反があったとし、日医工社長の田村友一は「自社の成長スピードに品質管理体制が対応できなかった。深く反省している」と謝罪した。同社ウェブサイト上で「自主回収に関する重要なお知らせ」として、回収理由（PMDA全文）とともに一覧表を掲載している。
2021年3月9日、日本ジェネリック製薬協会は日医工に対して、除名処分の次に重い5年間の正会員の資格停止処分にした事を明らかにした。
2021年3月24日・25日の両日、厚生労働省・富山県庁は、日医工富山第一工場へ医薬品医療機器法に基づく立ち入り調査を行なった。
2021年3月27日に行なわれた東京都薬剤師会臨時総会において、日医工製造医薬品を「全て他社品に変更」は約27%、「一部変更」は約56%であるとアンケートの中間報告がなされた。
2021年4月6日、日医工は業務停止命令期間を終え製造業務を再開した。
2021年4月8日、アレルギー性鼻炎などの治療薬2製品の自主回収を始めた。日医工によると、有効成分の溶け出す速さを調べる試験で規格に適合しない結果が出たためで、健康被害が発生する恐れはないという。
2022年5月、日医工が（企業）収益の改善と財政状態の安定化に向け、事業再生ADR（裁判外紛争解決手続）を活用した経営再建について「検討していることは事実」と発表した事が伝えられた。日医工は同年5月13日に事業再生ADRを申請して受理された。日医工によれば、メインバンクである三井住友銀行からは十分な融資枠を得ている他、ファンドであるジャパン・インダストリアル・ソリューションズ第参号投資事業有限責任組合との間で約200億円の出資を受ける基本合意書を締結した。

## CM
以下の女子ゴルフ大会での主催に加え、2012年4月より全国ネットでのテレビ番組スポンサーとして提供を開始していた。
- 日医工カップ（2008 - 2009年）
- 日医工女子オープンゴルフトーナメント（2010 - 2014年）
- 日医工女子オープン（2015 - 2019年）

### 出演者
- 小林星蘭（2012年）
- 葉加瀬太郎・Le Velvets（2016年）
葉加瀬太郎は、日医工の社歌『WITH ONE WISH』の作曲を手がけている（作詞は高橋知伽江）。